# Regnów (gromada)
Regnów – dawna gromada, czyli najmniejsza jednostka podziału terytorialnego Polskiej Rzeczypospolitej Ludowej w latach 1954–1972.
Gromady, z gromadzkimi radami narodowymi (GRN) jako organami władzy najniższego stopnia na wsi, funkcjonowały od reformy reorganizującej administrację wiejską przeprowadzonej jesienią 1954 do momentu ich zniesienia z dniem 1 stycznia 1973, tym samym wypierając organizację gminną w latach 1954–1972.
Gromadę Regnów siedzibą GRN w Regnowie utworzono – jako jedną z 8759 gromad na obszarze Polski – w powiecie rawskim w woj. łódzkim, na mocy uchwały nr 37/54 WRN w Łodzi z dnia 4 października 1954. W skład jednostki weszły obszary dotychczasowych gromad Annosław, Kazimierzów, Podskarbice Królewskie, Podskarbice Szlacheckie, Regnów, Regnów Nowy, Rylsk Duży, Rylsk Duży Kolonia i Sowidół ze zniesionej gminy Regnów w tymże powiecie. Dla gromady ustalono 22 członków gromadzkiej rady narodowej.
31 grudnia 1959 do gromady Regnów przyłączono wieś i kolonię Lesiew z gromady Biała.
31 grudnia 1961 do gromady Regnów przyłączono wieś Wólka Strońska, wieś i kolonię Rylsk Mały, uroczysko Wierzchy oraz wieś Zuski ze zniesionej gromady Lewin.
Gromada przetrwała do końca 1972 roku, czyli do kolejnej reformy gminnej.
Do funkcji administracyjnych Regnów powrócił dopiero 30 grudnia 1994, kiedy to reaktywowano zniesioną w 1954 roku gminę Regnów.